# 自作農
自作農（じさくのう）とは、土地を所有した農民を指す。生産手段を私有しているため、裕福であり、意識はブルジョワに近い場合もあった。

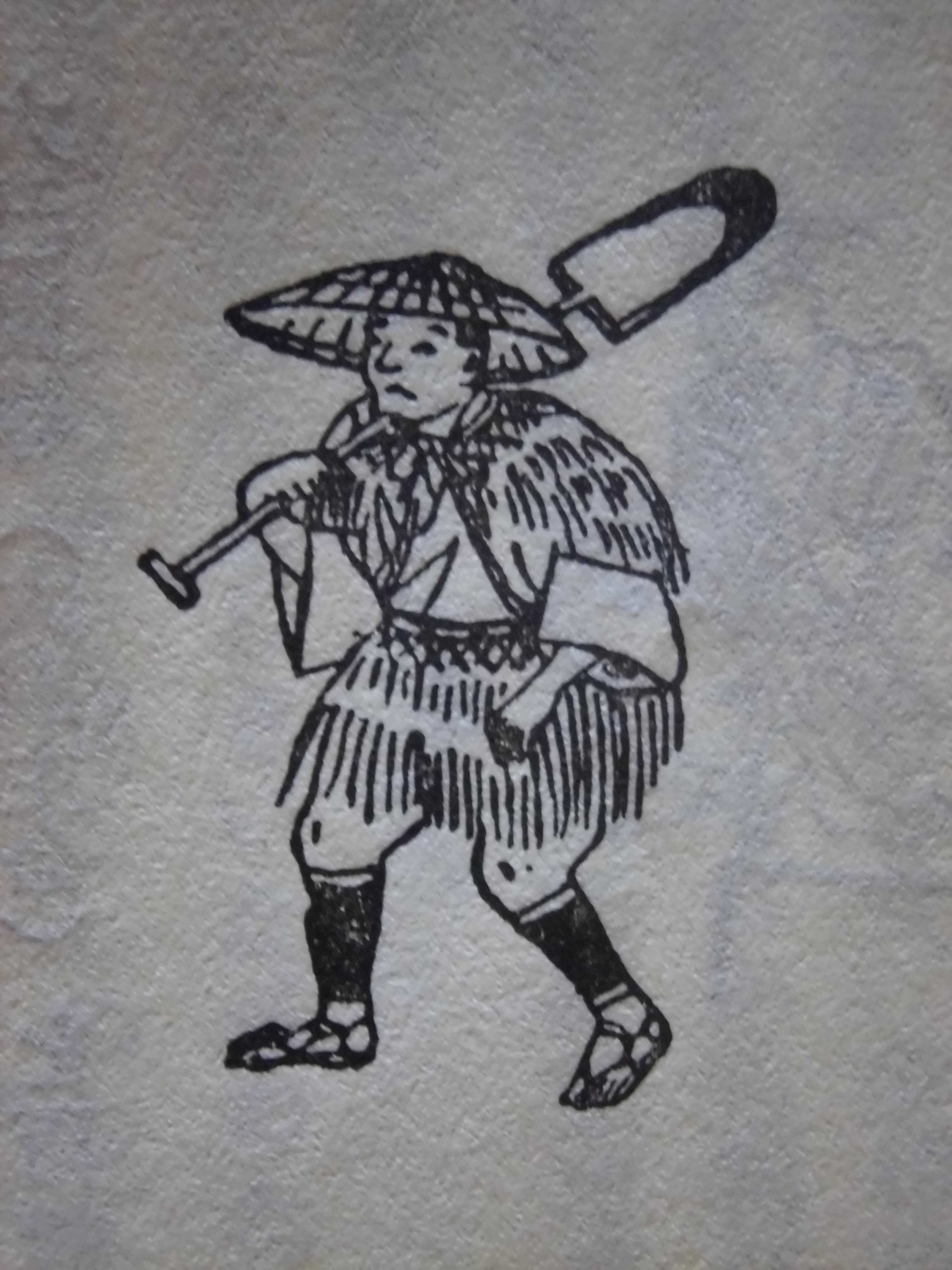
農人（俗に百姓という）
（『和漢三才図会』（正徳2年（1712年）成立）より）

第二次世界大戦後の農地解放が行われる以前の日本の農民は、土地を所有しない小作農が多数を占めた。そのため、その当時の富裕な自作農は、小作農に土地を貸し付け、自分は農作業に従事しない地主になっていった。
農地解放により、日本の農民のほとんどは自作農になった。

## 日本の自作農
自作農とは、農地法（昭和二十七年法律第二百二十九号）第2条第4項に規定する農作業者を言う。